# 1849 Kresák
1849 Kresák è un asteroide della fascia principale. Scoperto il 14 gennaio 1942 da Karl Wilhelm Reinmuth, presenta un'orbita caratterizzata da un semiasse maggiore pari a 3,0529932 UA e da un'eccentricità di 0,0110695, inclinata di 10,78197° rispetto all'eclittica.
L'asteroide è dedicato all'astronomo slovacco Ľubor Kresák.